# 1. Amateurliga Nordwürttemberg 1970/71
Die 1. Amateurliga Nordwürttemberg 1970/71 war die zehnte Saison der 1. Amateurliga. Die Amateure des VfB Stuttgart gewannen die Meisterschaft durch die bessere Tordifferenz vor der punktgleichen SpVgg 07 Ludwigsburg. Da der VfB Stuttgart als Amateurteam nicht aufstiegsberechtigt war, nahm Ludwigsburg an der Aufstiegsrunde zur Regionalliga Süd teil und schaffte den Aufstieg. Stuttgart trat um die deutsche Amateurmeisterschaft an.
Die TG Heilbronn, die SpVgg Neckarsulm und SV Germania Bietigheim mussten in die 2. Amateurliga absteigen.
Den Aufstieg in die 1. Amateurliga schafften die Sportfreunde Schwäbisch Hall, der FV Zuffenhausen und der SV Rehnenhof.

## Abschlusstabelle
| Pl. | Verein                       | Sp. | Tore  | Punkte |
| --- | ---------------------------- | --- | ----- | ------ |
| 01. | VfB Stuttgart Amateure       | 30  | 81:25 | 48:12  |
| 02. | SpVgg 07 Ludwigsburg (N)     | 30  | 85:35 | 48:12  |
| 03. | SSV Ulm 1846                 | 30  | 65:28 | 45:15  |
| 04. | 1. FC Normannia Gmünd (N)    | 30  | 55:33 | 37:23  |
| 05. | SC Geislingen                | 30  | 47:50 | 31:29  |
| 06. | TSG Backnang                 | 30  | 54:48 | 30:30  |
| 07. | FV Union Böckingen           | 30  | 40:46 | 30:30  |
| 08. | VfL Heidenheim               | 30  | 48:52 | 27:33  |
| 09. | Stuttgarter Kickers Amateure | 30  | 57:61 | 26:34  |
| 10. | TV Gültstein (N)             | 30  | 37:51 | 26:34  |
| 11. | TSF Esslingen                | 30  | 42:60 | 25:35  |
| 12. | VfL Sindelfingen             | 30  | 37:52 | 23:37  |
| 13. | FV Nürtingen                 | 30  | 49:64 | 23:37  |
| 14. | TG Heilbronn                 | 30  | 35:64 | 22:38  |
| 15. | SpVgg Neckarsulm             | 30  | 51:84 | 20:40  |
| 16. | SV Germania Bietigheim       | 30  | 41:61 | 19:41  |

| (M) | 1. Amateurligameister Nordwürttemberg 1969/70 |
| (N) | Aufsteiger aus den 2. Amateurligen 1969/70    |